# Sebastianskapelle (Ladenburg)

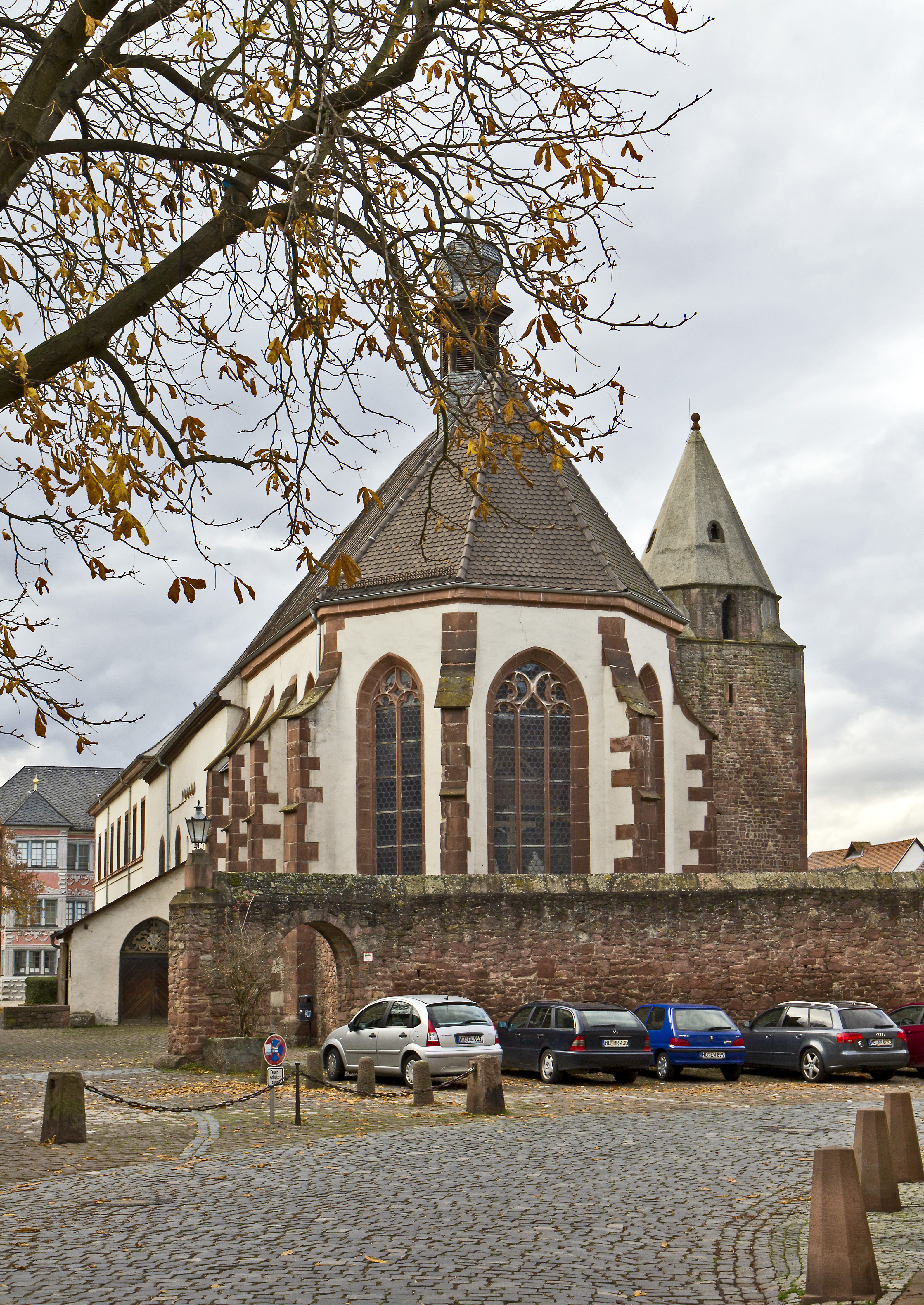
Sebastianskapelle

Die Sebastianskapelle ist ein ehemaliges Gotteshaus in Ladenburg im Rhein-Neckar-Kreis im Nordwesten Baden-Württembergs. Ursprünglich Hofkapelle der Bischöfe von Worms, war sie nach der Reformation römisch-katholische Pfarrkirche. Nach 1875 wurde sie vorwiegend von der alt-katholischen Gemeinde genutzt. Ende 2017 wurde sie profaniert.
Die Sebastianskapelle wurde von der Denkmalstiftung Baden-Württemberg zum „Denkmal des Monats Oktober 2023“ ernannt.

## Geschichte

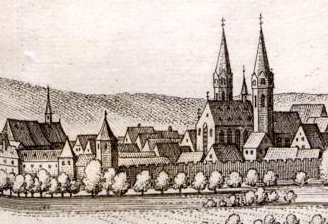
Sebastianskapelle und Galluskirche 1645 (Matthäus Merian)

Urkundlich erwähnt wurde die Kapelle erstmals im Jahr 1266, als am Friedhof von St. Sebastian eine Gerichtsverhandlung durchgeführt wurde. Teile des Bauwerks sind aber karolingisch. Der Turm erhielt in der zweiten Hälfte des 13. Jahrhunderts sein heutiges Dach. Unter Bischof Reinhard von Sickingen wurde in der zweiten Hälfte des 15. Jahrhunderts der Chor erbaut. 1565 ließ Kurfürst Friedrich III. in der Sebastianskapelle und in der St.-Gallus-Kirche alle bildhaften Darstellungen zerstören und gestattete in der Galluskirche, der alten Ladenburger Pfarrkirche, nur noch den reformierten Gottesdienst. Seitdem war die Sebastianskapelle die katholische Pfarrkirche Ladenburgs. Dies blieb fast durchgängig so, bis Bischof Ludwig Anton die St.-Gallus-Kirche 1693 vom Militär besetzen ließ.
1736/37 wurde die Sebastianskapelle renoviert und erhielt eine barocke Ausstattung. Am 5. Mai 1737 wurde die Kapelle von Weihbischof von Merle geweiht. 1874 wurde das Innere der Kapelle restauriert und anschließend wurde sie bis 1878 von der evangelischen Gemeinde genutzt, während die neue Evangelische Stadtkirche erbaut wurde. Fast zeitgleich hatte sich 1874 der erste alt-katholische Verein in Ladenburg gegründet. Nach der staatlichen Anerkennung wurde der alt-katholischen Gemeinde die Sebastianskapelle zugewiesen, wo sie am 5. November 1876 erstmals Gottesdienst feierte.
In den folgenden Jahrzehnten drohte das Gebäude zu verfallen. Die römisch-katholische Kirche investierte nicht in ein von ihr nicht genutztes Bauwerk, die alt-katholische Kirche investierte nicht, weil sie nicht Eigentümerin war. Erst mit dem Erstarken der Ökumene wurde eine finanzielle Lösung gefunden, an der sich beide Kirchen, die Stadt, der Kreis und das Land beteiligten, und zwischen 1960 und 1982 wurde die Kapelle restauriert. Die Wiedereinweihung fand bereits am 12. Oktober 1980 in Anwesenheit des alt-katholischen Bischofs Josef Brinkhues, einst Pfarrer in Heidelberg und Ladenburg, mit einem ökumenischen Gottesdienst statt. Die alt-katholische Gemeinde Heidelberg-Ladenburg feierte ihre Gottesdienste abwechselnd in der Sebastianskapelle und der Heidelberger Erlöserkirche, bis im Jahr 2006 die Sebastianskapelle wegen Bauschäden geschlossen werden musste. Seitdem wird sie nicht mehr genutzt. Der Ladenburger Pfarrgemeinderat beschloss am 1. Februar 2017, dass St. Sebastian profaniert werden soll. Gemäß Vereinbarung mit der Stadt Ladenburg soll die Kapelle in zwei Stufen saniert werden und danach in das Eigentum der Stadt übergehen.

## Beschreibung

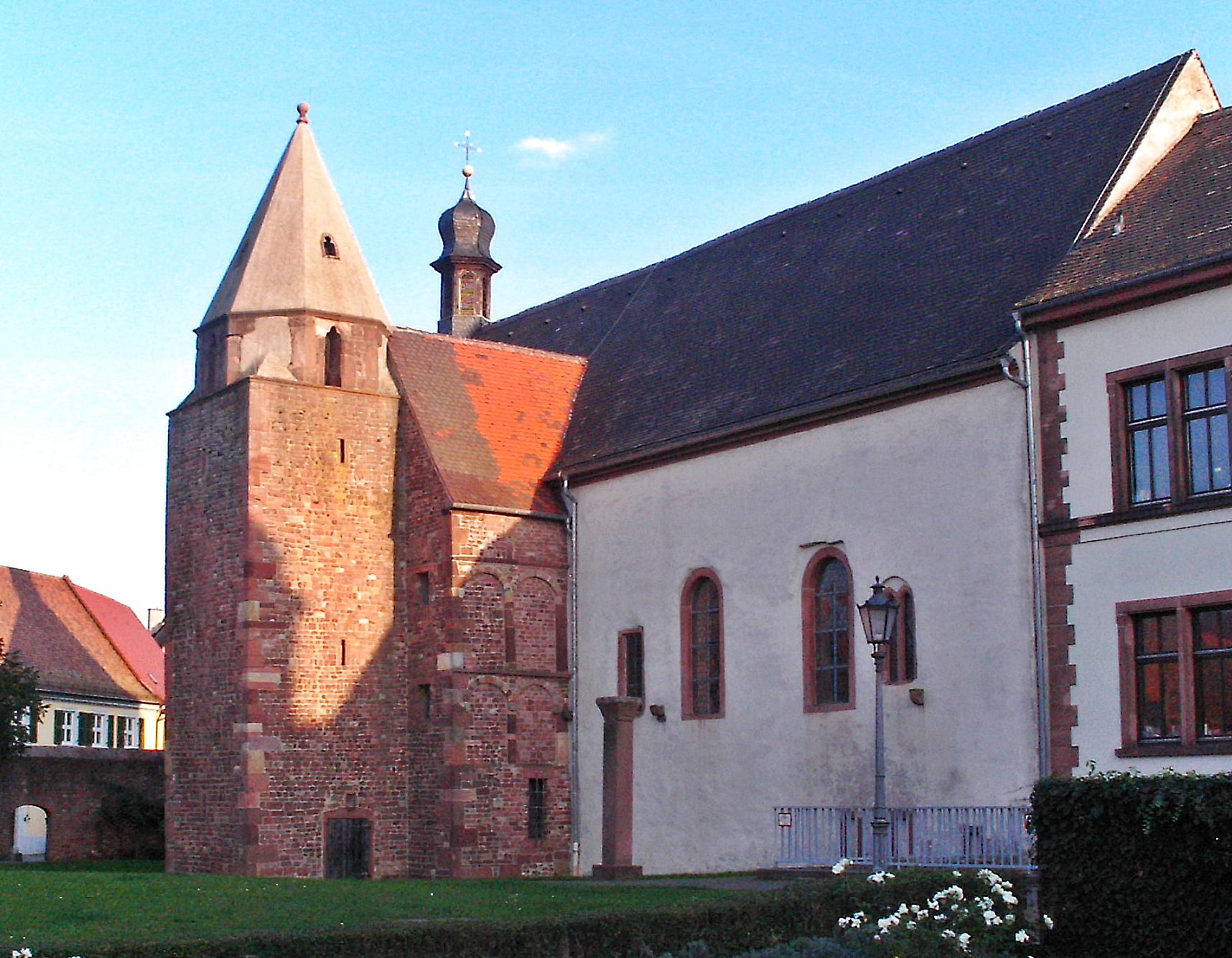
Ansicht von Nordwesten

Die Sebastianskapelle steht auf dem Gelände des alten Bischofshofs im Südwesten der Altstadt von Ladenburg. Der seitlich angeordnete Turm und der dazugehörige Verbindsbau gehören zu den ältesten Gebäudeteilen. Das orientalisch anmutende Dach wurde im 13. Jahrhundert aufgesetzt. Am Turm und an den romanischen Blendarkaden am Verbindungsbau sind apotropäische Fratzen angebracht. Beide Gebäudeteile sind aus Kleinquadermauerwerk, während der Rest der Kapelle verputzt ist. Auf der anderen Seite der Kapelle ist eine Vorhalle angebaut, die 1474 errichtet wurde. An der Südseite sind zwei Grabplatten von um 1500 angebracht. Im Osten der Kapelle befindet sich der gotische Langchor mit 5/8-Schluss. Das Chordach trägt seit 1737 einen barock erneuerten Dachreiter.

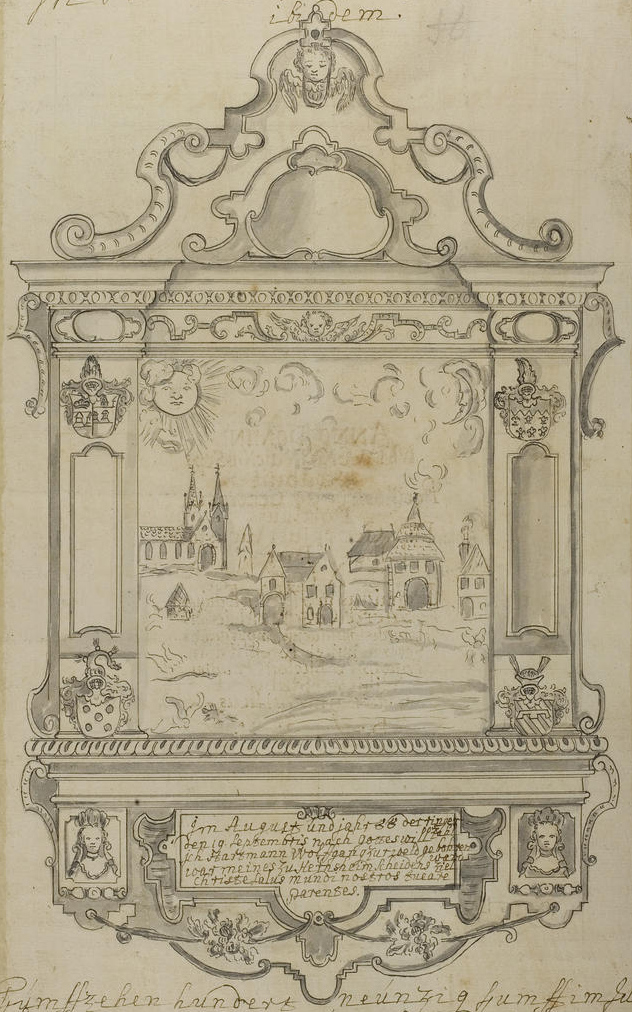
Cronberger Kinder (aus dem Thesaurus Palatinus des Johann Franz Capellini von Wickenburg)

Den Schlussstein des Sterngewölbes im spätgotischen Chor ziert das Wappen von Bischof Reinhard von Sickingen. Die Gewölbefelder sind kunstvoll mit Blumenmotiven bemalt. Der prachtvolle Hochaltar und die beiden Seitenaltäre stammen von 1737. Im Langhaus stellen Wandmalereien mehrere Heilige und Apostel dar. Sie stammen aus dem 15. und 16. Jahrhundert und wurden im 20. Jahrhundert von Valentin Feuerstein restauriert. Mehrere Grabplatten befinden sich in der Sebastianskapelle. Aus der jüngeren Vergangenheit stammt die Platte von Bischof Ludwig Anton beim Altar. Man hatte sein Grab lange in der Düsseldorfer Andreaskirche vermutet, bis es im 20. Jahrhundert von Berndmark Heukemes in der Sebastianskapelle gefunden wurde. Im Chor links steht das Epitaph von drei im Jahr ihrer Geburt gestorbenen Cronberger Kindern. Im Langhaus befindet sich die Grabplatte des letzten Wormser Weihbischofs Stephan Alexander Würdtwein.

## Orgel
Die Orgel wurde 1790 vom Heidelberger Hoforgelbauer Andreas Krämer für die St.-Gallus-Kirche erbaut. Sie wurde 1865 von Carl Göller in die Sebastianskapelle überführt. 1982 wurde sie von Orgelbau Vleugels restauriert. Das Instrument hat 18 Register auf zwei Manualen und Pedal.
| I Positiv C–d3 |                |    |
| 1.             | Gedackt        | 8′ |
| 2.             | Salizional     | 8′ |
| 3.             | Musikprinzipal | 4′ |
| 4.             | Spitzflöt      | 4′ |
| 5.             | Fluttravers    | 2′ |

| II Hauptwerk C–d3 |               |       |
| 6.                | Principal     | 8′    |
| 7.                | Viol di Gamba | 8′    |
| 8.                | Großgedackt   | 8′    |
| 9.                | Prinzipal     | 4′    |
| 10.               | Kleingedackt  | 4′    |
| 11.               | Quint         | 2 ⁄3′ |
| 12.               | Oktav         | 2′    |
| 13.               | Mixtur IV     | 1 ⁄3′ |
| 14.               | Cornett V     | 8′    |
| 15.               | Trompete      | 8′    |

| Pedal C–g0 |            |     |
| 16.        | Subbass    | 16′ |
| 17.        | Oktavbass  | 8′  |
| 18.        | Posaunbass | 16′ |

- Koppeln: I/II, II/P

Anlässlich des Ladenburger Orgelsommers (2000–2014) erklang die Orgel von St. Sebastian regelmäßig beim Wandelkonzert, bei dem die Zuhörer in der Ladenburger Altstadt anschließend noch zu den beiden Orgeln der evangelischen Stadtkirche und von St. Gallus „wandelten“. Im Rahmen der Übergabe der Kapelle an die Stadt Ladenburg hat die katholische Kirchengemeinde die Orgel für 15.000 € an die Heidelberger Christusgemeinde verkauft und im Februar 2018 abgebaut.